# St. Anger
St. Anger – ósmy album studyjny amerykańskiego zespołu muzycznego Metallica. Wydawnictwo ukazało się 5 czerwca 2003 roku nakładem wytwórni muzycznej Elektra.
Nagrania zadebiutowały na 1. miejscu listy Billboard 200 w Stanach Zjednoczonych sprzedając się w nakładzie 418 tys. egzemplarzy w przeciągu tygodnia od dnia premiery. 8 lipca 2003 roku płyta uzyskała status dwukrotnie platynowej w USA. Ponadto, album trafił na 1. miejsce list przebojów, m.in. w Austrii, Kanadzie, Australii, Polsce i Finlandii.
Pierwotnie miał się ukazać w 2001, jednak w tym okresie z grupy odszedł Jason Newsted, a James Hetfield udał się na terapię odwykową na pół roku, co wpłynęło na kształt kompozycji znajdujących się na albumie i na czas jego realizacji. Ostatecznie album został nagrany pomiędzy majem 2002 a kwietniem 2003 przez trzech pozostałych członków zespołu oraz producenta Boba Rocka.
Płyta jest odmienna od pozostałych płyt zespołu, gdyż nie zawiera charakterystycznych dla Metalliki, jak i w ogóle dla muzyki opartej na akompaniamencie gitar, gitarowych partii solowych. Było to celowe zamierzenie muzyków, choć później się częściowo przyznali, że nie był to do końca dobry pomysł. Kontrowersje budzi również surowe brzmienie płyty (w szczególności instrumentów perkusyjnych).

## Lista utworów
Opracowano na podstawie materiału źródłowego.
| Nr  | Tytuł utworu           | Długość |
| --- | ---------------------- | ------- |
| 1.  | „Frantic”              | 5:50    |
| 2.  | „St. Anger”            | 7:21    |
| 3.  | „Some Kind of Monster” | 8:25    |
| 4.  | „Dirty Window”         | 5:24    |
| 5.  | „Invisible Kid”        | 8:30    |
| 6.  | „My World”             | 5:45    |
| 7.  | „Shoot Me Again”       | 7:10    |
| 8.  | „Sweet Amber”          | 5:27    |
| 9.  | „The Unnamed Feeling”  | 7:09    |
| 10. | „Purify”               | 5:13    |
| 11. | „All Within My Hands”  | 8:49    |
|     |                        | 1:15:03 |

| Bonus DVD | Bonus DVD              | Bonus DVD |
| Nr        | Tytuł utworu           | Długość   |
| --------- | ---------------------- | --------- |
| 1.        | „Frantic”              | 6:24      |
| 2.        | „St. Anger”            | 7:37      |
| 3.        | „Some Kind Of Monster” | 8:40      |
| 4.        | „Dirty Window”         | 6:24      |
| 5.        | „Invisible Kid”        | 8:54      |
| 6.        | „My World”             | 6:09      |
| 7.        | „Shoot Me Again”       | 7:24      |
| 8.        | „Sweet Amber”          | 5:54      |
| 9.        | „The Unnamed Feeling”  | 7:30      |
| 10.       | „Purify”               | 5:35      |
| 11.       | „All Within My Hands”  | 9:21      |
|           |                        | 1:19:52   |

## Twórcy
Opracowano na podstawie materiału źródłowego.
| Zespół Metallica w składzie - James Hetfield – wokal prowadzący, gitara - Kirk Hammett – gitara, wokal wspierający - Lars Ulrich – perkusja - Robert Trujillo – gitara basowa (DVD) | Inni - Bob Rock – gitara basowa (CD), produkcja muzyczna, realizacja nagrań, miksowanie - Vlado Meller – mastering - Brian „Pushead” Schroeder – oprawa graficzna - Anton Corbijn – zdjęcia - Mike Gillies – inżynieria dźwięku, edycja cyfrowa - Eric Helmkamp – inżynieria dźwięku - Matt Mahurin – oprawa graficzna DVD - Greg Rodgers, Gary Rodgers, Jean Pellerin, Tracy Loth – montaż - Wayne Isham – reżyseria - Dana Marshall – produkcja - Alex Poppas – zdjęcia |

## Listy sprzedaży
| Lista                     | Kraj              | Pozycja | Status             |
| ------------------------- | ----------------- | ------- | ------------------ |
| Ö3 Austria Top 40         | Austria           | 1       |                    |
| ARIA Charts               | Australia         | 1       | 2x platynowa płyta |
| Billboard Canadian Albums | Kanada            | 1       | 2x platynowa płyta |
| Suomen virallinen lista   | Finlandia         | 1       | platynowa płyta    |
| MegaCharts                | Holandia          | 2       |                    |
| Oricon                    | Japonia           | 1       |                    |
| Recorded Music NZ         | Nowa Zelandia     | 1       |                    |
| VG-Lista                  | Norwegia          | 1       |                    |
| OLiS                      | Polska            | 1       | złota płyta        |
| Sverigetopplistan         | Szwecja           | 1       |                    |
| Schweizer Hitparade       | Szwajcaria        | 2       |                    |
| Billboard 200             | Stany Zjednoczone | 1       | 2x platynowa płyta |
| UK Albums Chart           | Wielka Brytania   | 3       | złota płyta        |
| FIMI                      | Włochy            | 2       |                    |
| Mahasz                    | Węgry             | 1       |                    |